# Lúcio Volcácio Tulo (cônsul em 33 a.C.)
Lúcio Volcácio Tulo (em latim: Lucius Volcatius Tullus) foi um político da gente Volcácia da República Romana nomeado cônsul em 33 a.C. com Otaviano. Era filho de Lúcio Volcácio Tulo, cônsul em 66 a.C., e irmão do general Caio Volcácio Tulo.

## Carreira
Foi pretor urbano em 46 a.C. e, no ano seguinte, governador propretorial da Cilícia, cargo que manteve até 44 a.C., quando foi substituído por Lúcio Estaio Murco. Sua decisão de não ajudar Caio Antíscio Veto, o governador da Síria, permitiu que Quinto Cecílio Basso, o antigo governador e rival de Júlio César, sobrevivesse ao cerco de Antíscio até que os partas viessem libertá-lo.
Depois disto, Tulo foi eleito cônsul em 33 a.C.. Entre 28 e 27 a.C., foi governador proconsular da Ásia e foi sucedido por Lúcio Vinício.